# Rem (Białoruś)
Rem (biał. Рэм; ros. Рем, Riem) – wieś na Białorusi, w obwodzie mińskim, w rejonie borysowskim, w sielsowiecie Msciż. W 2009 roku liczyła 21 mieszkańców.